# Titus Catius Asconius Silius Italicus
Titus Catius Asconius Silius Italicus (25 Padova – 101 Neapol), byl římský právník, řečník, filosof a básník.
Studoval rétoriku a právo, nejprve dělal obhájce u soudu a později, za vlády Nerona, vykonával funkci veřejného žalobce. Roku 68 se stal konsulem a poté prokonsulem v Asii. V této funkci ukončil kariéru.
Poté odešel do Kampánie, kde se věnoval filosofii a poezii. Během své kariéry získal značný majetek, proto se mohl věnovat i sbírání umění. Ve stáří trpěl nevyléčitelnou chorobou, proto spáchal sebevraždu tím, že odmítl jíst a zemřel hlady.

## Dílo
Jeho styl je podobný Vergiliovi, kterého se snažil napodobovat, v jeho básních je patrná snaha po deklinacích. Jeho filosofie je nevyhraněná, přesto lze říci, že je velmi blízká stoicismu.
- Punica, 17 knih, báseň je zpracována velice pečlivě, hlavně podle Livia, přesto je na tomto eposu vidět, že Silius Italicus měl malý talent na zpracování tak rozsáhlého díla. Punica je nejrozsáhlejší římskou epickou básní.